# Лапшанга (село)
Лапшанга (рос. Лапшанга) — село в Варнавинському районі Нижньогородської області Російської Федерації.
Населення становить 83 особи. Входить до складу муніципального утворення Михаленинська сільрада.

## Історія
Від 2009 року входить до складу муніципального утворення Михаленинська сільрада.

## Населення
| 1999 | 2002 | 2010 |
| ---- | ---- | ---- |
| 144  | ↗153 | ↘83  |